# كرايغ براون (لاعب تايكوندو)
كرايغ براون (بالإنجليزية: Craig Brown)‏ هو لاعب تايكوندو بريطاني، ولد في 16 فبراير 1983 في لندن في المملكة المتحدة.

## وصلات خارجية
- كرايغ براون على موقع TaekwondoData.com (الإنجليزية)
- كرايغ براون على موقع أوليمبيديا (الإنجليزية)
- كرايغ براون على موقع اللجنة الأولمبية البريطانية (الإنجليزية)